# Matti Pihlaja
Matti Pihlaja (20 de febrero de 1923 – 13 de junio de 1973) fue un actor finlandés.

## Biografía
Su nombre completo era Matti Rafael Pihlaja, y nació en Turku, Finlandia, siendo sus padres los actores Katri y Rafael Pihlaja. 
Pihlaja fue un conocido actor teatral en su ciudad natal, trabajando allí en el Kaupunginteatteri y en  el Teatro de Verano (Vartiovuoren kesäteatteri). 
Actuó también en seis producciones cinematográficas, siendo la primera la cinta dirigida por Ilmari Unho ”Minä elän” (1946). Su papel más destacado llegó en su última película, la dirigida por Matti Kassila Päämaja (1970). 
Matti Pihlaja falleció repentinamente a los 50 años de edad en Turku en 1973. Había estado casado entre 1950 y 1973 con Ritva Vuori.

## Filmografía (selección)
- 1946 : ”Minä elän”
- 1948 : Ruusu ja kulkuri
- 1949 : Serenaadiluutnantti
- 1953 : Jälkeen syntiinlankeemuksen
- 1962 : Tähdet kertovat, komisario Palmu
- 1970 : Päämaja